# Thulendorf
Thulendorf es un municipio situado en el distrito de Rostock, en el estado federado de Mecklemburgo-Pomerania Occidental (Alemania), a una altitud de 50 metros. Su población a finales de 2016 era de 600 habs. y su densidad poblacional, 60 hab/km².
Se encuentra a poca distancia al sur de la ciudad autónoma de Rostock.